# Creu de Ca n'Esteve
La creu de Ca n'Esteve és una creu de terme del municipi de Cervelló (Baix Llobregat) inclosa en l'Inventari del Patrimoni Arquitectònic de Catalunya.

## Descripció
Aquesta creu es troba a l'entrada del poble de Cervelló, davant de la zona esportiva municipal. És una creu de pedra, senzilla, amb els braços amb extrems trilobulats. Mostra els angles dels braços decorats amb una motllura que configura un perfil circular a manera de crismó. La creu reposa damunt una magolla ornamentada que corona un fust llis. Aquest conjunt descansa en una peanya de planta circular.

## Història
Fou construïda l'any 1951 amb motiu de la celebració del 'XXXV Congreso Eucarístico Internacional', entre els dies 27 de maig a 1 de juny de l'any 1952.Es va beneir la Creu de la Santa Missió el mes d'octubre de 1951 es beneeix la Creu de la Santa Missió. Un delegat del papa Pius XII, monsenyor Tedeschini, va presidir els actes. Porta la inscripció commemorativa "Santa Misión MCMLI".